# Phascolarctidae
Los fascolárctidos (Phascolarctidae, de Phasco - bolsa,  larct- del griego ‘arctos’ - oso) son una familia de marsupiales diprotodontos, con una sola especie actual, el coala, y otras muchas fósiles, todas de Australia. 
El rastro fósil de la familia llega al Mioceno medio u Oligoceno superior.

## Clasificación
Familia Phascolarctidae
- ?Género †Cundokoala
  - †Cundokoala yorkensis
- Género †Nimiokoala
  - †Nimiokoala greystanesi
- Género †Invictokoala[4]
  - †Invictokoala monticola
- Género †Madakoala
  - †Madakoala robustus
  - †Madakoala wellsi
  - †Madakoala devisi
- Género †Litokoala
  - †Litokoala garyjohnstoni
  - †Litokoala kutjamarpensis
  - †Litokoala kanunkaensis
- Género †Koobor
  - †Koobor jimbarrati
  - †Koobor notabilis
- Género †Perikoala
  - †Perikoala palankarinnica
  - †Perikoala robustus
- Género Phascolarctos
  - †Phascolarctos maris
  - Phascolarctos cinereus
  - †Phascolarctos stirtoni
- Género †Priscakoala
  - †Priscakoala lucyturnbullae[3]